# Лига демократической молодёжи Японии
Ли́га демократи́ческой молодёжи Япо́нии (яп. 日本民主青年同盟, Nihon Minshu Seinen Domei; аббревиатура 民青 Minsei) — молодёжная политическая организация на добровольной основе, действующая в Японии. 
Организация является молодёжным ответвлением «Коммунистической партии Японии», а также членом «Всемирной федерации демократической молодёжи» и частью организации Дзэнгакурэн. Сама себя она определяет как «молодёжную организацию на добровольной основе, созданную по требованиям молодёжи и ставящую своей целью лучшую жизнь, мир, независимость и демократию». Её главными мероприятиями являются движение за мир, волонтёрская работа, просветительская деятельность и т. п.

## История
Организация была основана 5 апреля 1923 года в Японской империи как «Японская коммунистическая лига молодёжи», на что повлияла революция в России 1917 года. Как и Коммунистическая партия в Японии, она сосредоточилась на избирательным праве для японцев в возрасте 18-ти лет и выше; свержении «императорской системы»; установлению оплаты труда, равной количеству проделанной работы; и противостоянию милитаризации. Организация была запрещена в соответствии с «Законом поддержания мира», и некоторые из её членов были арестованы или даже убиты полицией.
После Второй мировой войны организация вновь была разрешена и переименована в «Японскую демократическую лигу молодёжи». После восстановления идеологии «Коммунистической партии Японии» организация получила своё текущее название. В 1960 году, во время своего шестого собрания, организация установила свой свод законов «призыв в „Лигу молодёжи“», что сформировано её текущий облик. В 1960-х, несмотря на рост влияния «новых левых», троцкистов и анархистов из Всеяпонской федерации органов студенческого самоуправления (Лиги Дзэнгакурен), ЛДМЯ оставалась самой массовой политической организацией активистской молодёжи в Японии.